# Polydor
Pour l’article ayant un titre homophone, voir Polidor.
Polydor, aussi appelé Polydor Records ou Polydor Limtied, est un label discographique germano-britannique appartenant à Universal Music Group. Il est fondé en 1913 par la Deutsche Grammophon.
Les groupes, artistes actuels, et passés notables, signés sur le label comprennent : The Cure, James Brown, Ray, Goodman and Brown, Atlanta Rhythm Section, John Mayall, Deep Purple, Cream, The Moody Blues, The Who, Jimi Hendrix, Bee Gees, Lana Del Rey, The Jam, The Style Council, The Shadows, James Last, Eric Clapton, Gloria Gaynor, Level 42, Sam Fender, Billie Eilish et Ellie Goulding.

## Histoire

### Débuts
Dans les années 1930, sous la direction de Jacques Canetti ou de Pierre Bourgeois, c'est le label d'Édith Piaf, de Stello, de Polaire, de Georgius, de Danielle Darrieux, de Jehan-Rictus, d'Henry Garat, etc.
En 1941, Deutsche Grammophon (y compris Polydor) est racheté par Siemens & Halske. Polydor devient un label de musique populaire en 1946, tandis que le nouveau label Deutsche Grammophon Gesellschaft devient un label de musique classique en 1949. Le label précédemment utilisé, Grammophon, est dissous. DGG donne, par un accord daté du 5 juillet 1949, une licence exclusive à partir du 1er juillet 1951 pour utiliser le chien Nipper avec gramophone à la société du premier propriétaire Electrola, la branche allemande d'EMI (en Allemagne, il était impossible de vendre la marque sans vendre la société). Polydor reste le label d'exportation de Deutsche Grammophon, y compris pour la musique classique, en France et dans le monde hispanophone pendant le reste de l'ère du long play, en raison de préoccupations linguistiques et culturelles. DGG crée une filiale à Londres appelée Polydor Records Ltd. en 1954.
Au début des années 1960, le chef d'orchestre Bert Kaempfert signe Tony Sheridan et The Beatles, crédités comme The Beat Brothers, chez Polydor,,,,. Des artistes internationaux populaires tels que James Last, Bert Kaempfert, Kurt Edelhagen, Caterina Valente et les Kessler Twins apparaissent sur le label Polydor, ainsi que de nombreuses personnalités françaises, espagnoles et latino-américaines.
En 1962, la division musique de Philips, PPI, fusionne avec DGG pour former Grammophon-Philips Group (GPG), contrôlé pour moitié par Philips et pour moitié par Siemens. Au sein de Polygram, Polydor ouvre une succursale aux États-Unis en 1969 (les années précédentes, ils avaient concédé leur catalogue sous licence à Atlantic Records) mais ne devient qu'une véritable présence dans l'industrie musicale américaine après l'achat du contrat d'enregistrement et du catalogue de l'interprète de RnB James Brown en 1971, et l'absorption du label MGM Records par sa société mère, PolyGram, en 1972.
Bien plus tôt, en 1970, Polydor acquiert le label Diamond Records, basé à Hong Kong, fondé et détenu par le commerçant local portugais Ren da Silva à la fin des années 1950.

### PolyGram
En 1972, le groupe Grammophon-Philips (GPG) se réorganise pour créer PolyGram, à partir de Polydor et PhonoGram. Le label Polydor continue à fonctionner en tant que filiale de la nouvelle société. Tout au long des années 1970, Polydor Incorporated devient un important label de rock, publiant également des disques de créateurs de succès tels que les Bee Gees, Gloria Gaynor, Atlanta Rhythm Section et Ray, Goodman and Brown.
Polygram est vendu en 1998 au canadien Seagram, qui fusionne ses activités avec celles de MCA. À cette occasion, le groupe Universal Pictures est séparé en deux entités, Universal Studios pour les activités cinématographiques et la télévision, et Universal Music Group (UMG) pour les activités musicales. Polydor se retrouve alors au sein de UMG, propriété du groupe français Vivendi SA qui se porta acquéreur de Seagram en 2000.

### Période Twilight aux États-Unis
Depuis 2013, Polydor a créé une division de ses labels A&M Records France, Fiction Records France, Cherrytree Records France, East 47th Music, en 2014, Monstre Marin Corporation et en 2015, Pop Records.

## Groupes et artistes

### Artistes francophones
- Abou Debeing
- Alizée (jusqu'en 2005)
- Amalya
- Anaïs (Depuis le rachat de V2 Music par Universal Music en 2008)
- André Lips
- Anthony Touma
- Art Sullivan
- Arthur H
- AuDen
- Aurore Delplace
- Babet
- Bedjik
- Benjamin Siksou
- Bigflo et Oli
- Black Kent
- Boostee
- Brice
- Calogero (2014-2022)
- Candi[Laquelle ?]
- Carbon Airways
- Cécile Corbel
- Cedric Gervais
- Chimène Badi
- Circus
- Claude Patry
- Cléa Vincent
- Les Compagnons de la chanson (1962-1966)
- Colette Mansard
- Corson
- Dadju
- Daby Touré
- Daniel Lévi
- Daphné
- Dave Dario
- David Hallyday
- David Okit
- Didier Barbelivien
- Disiz la Peste
- DJ Arafat
- DJ Last One
- Dorothée (jusqu'en 1984)
- Dori Silvester
- Eddy Mitchell
- Emilie Gassin
- Emily Loizeau
- Emji
- Emma Daumas
- Emmanuelle Seigner
- Étienne Daho
- Féfé
- Flo Malley
- François Morel
- Georges Brassens
- Georges Moustaki
- Gérald de Palmas
- Guy Bedos
- Henri Salvador
- Hollydays
- Hyo
- IAM
- Iliona Blanc
- Eilijah
- Isabelle Boulay
- Jabberwocky
- Jacno
- Jean Édouard Barbe
- Jean-Louis Murat
- Jean-Louis Richerme
- Jenn Ayache
- John Mamann
- Joyce Jonathan
- Julien Estival
- Juliette Gréco
- Juliette
- Karine Barella
- Keren Ann
- L'Algérino
- L'Insolent
- La Fiancée
- La Grande Sophie
- Lala Joy
- Lara Fabian
- Lartiste
- Leaders (1986)
- Les Forbans
- Lisa (2008)
- Lisa Angell
- Louka
- Louis Bertignac
- Lynda
- Marcel Amont
- Ma2x
- Maïdi Roth
- Manau
- Marie-Paule Belle
- Marie-Pierre Arthur
- Marily
- Marvin Dupré
- MC Solaar (1991-1998)
- Marin Monster
- Mat Bastard
- Mathieu Saïkaly
- Maurane
- Max Edward
- Maxime Le Forestier
- Mac Tyer
- Melissa Mars
- Paul Personne (jusqu'en 2007)
- Michel Polnareff
- Mike Brant
- Mission Control
- Mutine
- Mylène Farmer (jusqu'en 2017)
- Nach
- Nazim
- Nekfeu
- Niagara (1985-1993)
- Nosfell
- Odino
- Olivia Ruiz
- Oscar Anton
- Pascal Zuger
- Patrick Sébastien (1997-2013, depuis 2024)
- Pierre Bachelet (1980-1984)
- Pomme
- Rémy Bricka
- Renaud (jusqu'en 1985)
- S-Crew
- Salvatore Adamo
- Saule
- Sarah Bialy
- Sarah Riani
- Sefyu (2015)
- Serge Reggiani
- Serge Sala (1979)
- Skip the Use
- Sophie-Tith
- Souf (chanteur)
- Stanislas
- Stephan Eicher
- Superbus (2009-2015)
- Taïro
- Tess
- Vitaa (2014-2016)
- VSO
- Wallen
- Warning
- X Gangs
- Yanslo
- Yarol Poupaud
- Yseult
- 1995
- 3010

### Artistes internationaux
- 50 Cent
- Abba
- Ace of Base
- AFI
- Alex Aiono
- All Time Low
- Aloe Blacc
- AlunaGeorge
- Anna F.
- Ariana Grande
- Atlanta Rhythm Section
- Audioslave
- Asaf Avidan
- Ayo
- Azealia Banks
- Bad Meets Evil
- Barclay James Harvest
- B. B. King
- Beck
- Bee Gees
- Bernhoft
- Black Eyed Peas
- Blackpink
- Black Tide
- Blink-182
- Bon Jovi
- Boyzone
- Bryan Adams
- Cheryl Cole
- Cinema Bizarre
- Claire[Laquelle ?]
- Cream
- D12
- Deep Purple (1984-)
- Demi Lovato
- Die Antwoord
- DJ Snake
- Doechii
- Dr. Dre
- Eagle-Eye Cherry
- Ellie Goulding[13]
- Elton John
- Elyar Fox
- Emile Haynie
- Eminem
- Enrique Iglesias
- Eric Clapton
- Escape the Fate
- Esmée Denters
- Évangéline[Laquelle ?]
- Far East Movement
- Flyleaf
- George Michael
- Girls Aloud
- Girls' Generation
- Glass Animals
- Greyson Chance
- Guns N' Roses
- Gwen Stefani
- Gryffin
- Helmet
- Hollywood Undead
- Il Volo
- Imagine Dragons
- Inhaler
- Izzy
- James Brown
- James Last
- Jamie N Commons
- Janet Jackson
- Jesy Nelson
- Jimi Hendrix
- Jimmy Eat World
- K'Naan
- Katy Perry
- Kendrick Lamar
- Kenna
- Keri Hilson
- King Crimson
- Kings of Leon
- Klaxons
- La Roux
- Lady Gaga
- Lana Del Rey
- Lena
- Lifehouse
- Limp Bizkit
- LMFAO
- Madonna
- Mad Sin
- Mandril
- Marilyn Manson
- Mark Knopfler
- Marlon Roudette
- Mary J. Blige
- Maroon 5
- MGK
- John Mayall[14]
- Metallica
- Mindless Behavior
- Mohombi
- Natalia Kills
- Nathan Sykes
- N.E.R.D
- Nelly Furtado
- Nine Inch Nails
- Nirvana
- No Doubt
- Nosfell
- Olivia Rodrigo
- OneRepublic
- Papa Roach
- Pearl Jam
- Pharrell Williams
- Phillip Phillips
- Post Malone
- Postaal
- Puddle of Mudd
- Queens of the Stone Age
- Quincy Jones
- Rainbow
- Rammstein
- Renato Terra
- Reneé Rapp
- Rev Theory
- Rise Against
- Rixton
- Robert Fripp
- Robin Thicke
- Röyksopp
- Rufus Wainwright
- Rye Rye
- Ryn Weaver
- Sabrina Carpenter
- Scars on Broadway
- Selena Gomez
- Shania Twain
- Sheryl Crow
- Skylar Grey
- Snow Patrol
- Sonic Youth
- Sophie Ellis-Bextor
- Soulja Boy Tell 'Em
- Soundgarden
- Sting
- Supertramp
- Take That
- Taylor Swift
- The All-American Rejects
- The Cure
- The Fratellis
- The Game
- The Jam
- The Killers
- The Midway State
- The Police
- The Pretty Reckless
- The Pussycat Dolls
- The Saturdays
- The Shadows (1980)
- The Who
- The Young Professionals
- Thirty Seconds to Mars
- Timbaland
- Tokio Hotel
- Tove Lo
- Travis Barker
- TV on the Radio
- Van Halen
- Vanessa Carlton
- Volbeat
- Weezer
- will.i.am
- Willow Smith
- Wolfmother
- X Ambassadors
- Yeah Yeah Yeahs
- Yelawolf
- Younes Megri
- Yungblud
- Zedd
- Zucchero

### Albums

#### Comédie musicale
- Adam et Ève : La Seconde Chance
- le Rouge et le Noir
- Mamma Mia !
- Zorro, le musical

#### Bandes-son
- 127 Heures
- Brice 3
- Divergente
- Gainsbourg (vie héroïque)
- La La Land
- Max et les Maximonstres
- Moi, moche et méchant
- Nine
- Slumdog Millionaire